# Henry Tesch
Henry Tesch, né le 4 novembre 1962 à Schwerin, est un homme politique allemand qui appartient à l'Union chrétienne-démocrate d'Allemagne (CDU).
Il est ministre de l'Éducation du Land de Mecklembourg-Poméranie-Occidentale.

## Biographie
En 1982, il passe avec succès son Abitur dans l'enseignement professionnel, puis effectue son service militaire dans la Nationale Volksarmee jusqu'en 1985. Il étudie ensuite la philologie allemande et l'histoire jusqu'en 1990 à Leipzig.
Il devient alors professeur d'allemand et d'histoire dans l'enseignement secondaire. À partir de 1991, il enseigne au gymnasium Carolinum à Neustrelitz. Il en est même directeur entre 2002 et 2006.

## Parcours politique
En 1994, il entre au conseil municipal de la commune de Roggentin. Cinq ans plus tard, il en est élu maire, et se voit reconduit à ce poste en 2004.
Indépendant, il adhère à l'Union chrétienne-démocrate d'Allemagne (CDU) en 2006. Le 7 novembre de cette même année, il est nommé ministre de l'Éducation, de la Science et de la Culture du Mecklembourg-Poméranie-Occidentale dans la grande coalition d'Harald Ringstorff. Il est reconduit à la suite du remplacement de Ringstorff par Erwin Sellering le 6 octobre 2008.
Il préside la Conférence permanente des ministres de l'éducation des Länder (KMK) pendant l'année 2009. Le 25 octobre 2011, il est remplacé par le social-démocrate Mathias Brodkorb.